# 2 Księga Barucha
Druga Księga Barucha – apokryficzna księga Starego Testamentu, znana również pod nazwą Apokalipsa Barucha. W syryjskim kanonie Starego Testamentu uważana za księgę kanoniczną. 
Powstanie jej datuje się na II wiek. Pierwotnie powstała w języku semickim (hebrajskim lub aramejskim), z którego została przełożona na grekę i ostatecznie na język syryjski.
Księga ma charakter apokalipsy. Opisuje wizję zniszczenia Jerozolimy, którą miał otrzymać prorok Baruch, a w dalszej kolejności następne wizje: przyszłości ludzi sprawiedliwych i grzesznych, przyjście Mesjasza i budowę Nowego Syjonu. Utwór kończy się apokaliptycznymi listami rozesłanymi przez Barucha do pokoleń izraelskich.